# Elan
Elan er en slovensk sportsudstyrsproducent, der er lokaliseret i Begunje na Gorenjskem. Den kendes primært for sine ski og snowboards.